# پاریس در حال سوختن است
پاریس در حال سوختن است (انگلیسی: Paris Is Burning) یک مستند در مورد هنر در نیویورک دهه ۱۹۸۰، با تمرکز بر روی رقص، شهرت و جاه طلبی افرادی که گرما و انرژی به این دوره بخشیدند است که در سال ۱۹۹۱ منتشر شد.